# Aplocera pseudoplagiata
Aplocera pseudoplagiata är en fjärilsart som beskrevs av Hanan Bytinski-salz 1907. Aplocera pseudoplagiata ingår i släktet Aplocera och familjen mätare. Inga underarter finns listade i Catalogue of Life.